# Brian Conklin
Brian Conklin (Eugene, 5 settembre 1989) è un cestista statunitense.

## Palmarès

### Club
- Campionato dominicano: 1

Leones de Santo Domingo: 2016
- Coppa di Francia: 1

Nanterre 92: 2016-17
- FIBA Europe Cup: 1

Nanterre 92: 2016-17

### Individuale
- Campionato australiano MVP: 1

Townsville Crocodiles: 2014-15